# Edmunds Sprūdžs

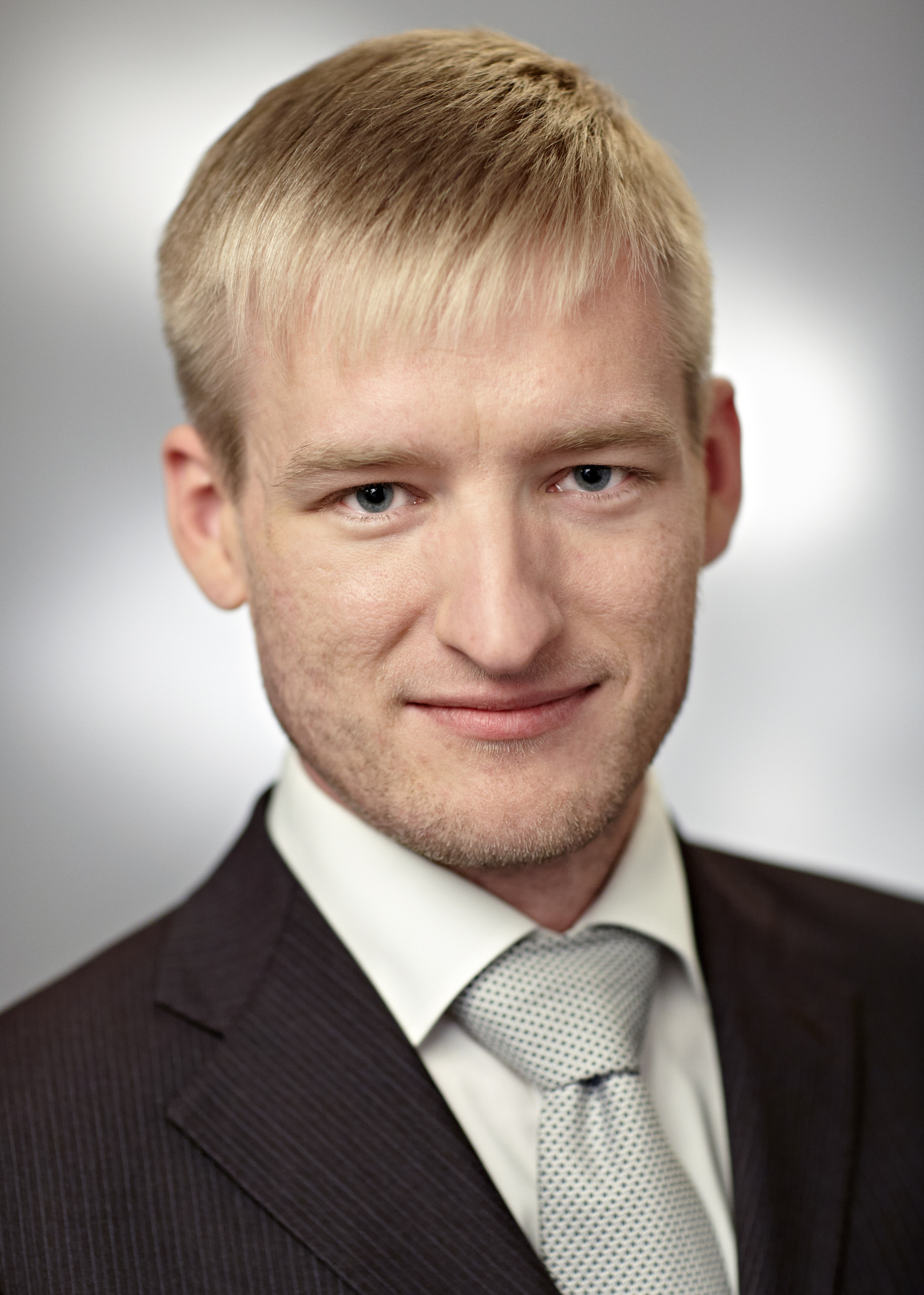
Edmunds Sprūdžs

Edmunds Sprūdžs (* 21. Juni 1980 in Riga) ist ein lettischer Politiker.
Sprūdžs studierte Betriebswirtschaft in der Schweiz und in Wales. Er war Vorstandsmitglied und regionaler Vertreter des Unternehmens HansaWorld. 2011 war er Gründungsmitglied von Zatlers Reformpartei. Überraschenderweise wurde er zu den Wahlen der 11. Saeima als Kandidat für das Amt des Ministerpräsidenten aufgestellt. Am 25. Oktober 2011 wurde er Minister für Umweltschutz und Regionalentwicklung im Kabinett Dombrovskis III. Am 30. August 2013 gab er seinen Rücktritt bis zum 1. Dezember 2013 bekannt.